# Nicole Marie Lenz
Pour les articles homonymes, voir Lenz.
Nicole Marie Lenz, née le 24 janvier 1980 à North Royalton près de Cleveland, est une mannequin et actrice américaine.
Elle fut playmate du mois de mars 2000 du magazine Playboy, photographiée par Stephen Wayda et John Mourgos. Depuis, elle est parfois apparue au cinéma dans des seconds rôles.

## Filmographie
- 2009 : Ma vie pour la tienne (My Sister's Keeper) de Nick Cassavetes
- 2010 : Toxic